# Oettingshausen
Oettingshausen ist ein Gemeindeteil der Stadt Bad Rodach im oberfränkischen Landkreis Coburg.

## Geographie
Das Kirchdorf liegt etwa 14 Kilometer nordwestlich von Coburg in einer tief eingeschnittenen Talmulde am Fuß der Langen Berge. Er besteht aus wenigen großen Höfen mit Blockflur. Der Gumpertsbach, ein Quellbach der Rodach, ab Oettingshausen Harrasgraben genannt, fließt hindurch. Streuobstwiesen prägen die Landschaft um das Dorf. Oettingshäuser Äpfel wurden einst bis nach Thüringen und Sachsen verkauft.

## Geschichte
Oettingshausen geht wohl wie die Nachbarorte Ahlstadt und Großwalbur auf eine Besiedlung durch die Franken im 6./7. Jahrhundert zurück. Die erste urkundliche Erwähnung als „Otingishusin“ stammt aus dem Jahr 1295. Eberhard von Schaumberg setzte damals seine Unterschrift unter eine Schenkungsurkunde. Die Herren von Schaumberg waren Lehensherren der Pfarrei Oettingshausen.
Wie der Nachbarort Ottowind ist Oettingshausen nach seinem Gründer oder Lehnsherren, einem Franken mit dem Namen Otto benannt. Der Ort gehörte ursprünglich zur Urpfarrei Heldburg, ehe die eigene Pfarrei mit ihrer Wehrkirche abgetrennt wurde. Filialkirchen waren Großwalbur, Breitenau, Ottowind, Ahlstadt, Grattstadt, Rottenbach und östliche Teile von Elsa. Bis auf Ottowind wurden nach der Reformation alle Filialgemeinden zwischen dem 16. und 18. Jahrhundert selbstständig.
In der ersten Hälfte des 16. Jahrhunderts ging das Kirchlehen an die Schenk von Untersiemau, die Bach von Breitenau und an die Heldritt zu Heldritt. Ein Domänengut existierte bis 1919.
Spätestens ab 1305 lag Oettingshausen im Herrschaftsbereich der Henneberger. 1353 kam der Ort mit dem Coburger Land im Erbgang zu den Wettinern und war somit ab 1485 Teil des Kurfürstentums Sachsen, aus dem später das Herzogtum Sachsen-Coburg hervorging. Im Dreißigjährigen Krieg lag der Ort über 16 Jahre wüst und gewann danach seine einstige Größe und Bedeutung nicht wieder. Ein Massengrab aus der Zeit wurde 1953 bei der Kirche gefunden.
Im Jahr 1837 hatte der Ort 164 Einwohner.
Anfang des 19. Jahrhunderts gewann der Obstanbau in Oettingshausen stark an Bedeutung, nachdem sich der Lehrer Johann Stephan Herold intensiv mit der Anzucht und Pflege von Obstbäumen beschäftigt hatte. Als bekannte Apfelsorte entstand der „Oettingshäuser Gravensteiner“.
In einer Volksbefragung am 30. November 1919 stimmten acht Oettingshauser Bürger für den Beitritt des Freistaates Coburg zum thüringischen Staat und 27 dagegen. Somit gehörte ab dem 1. Juli 1920 auch Oettingshausen zum Freistaat Bayern.

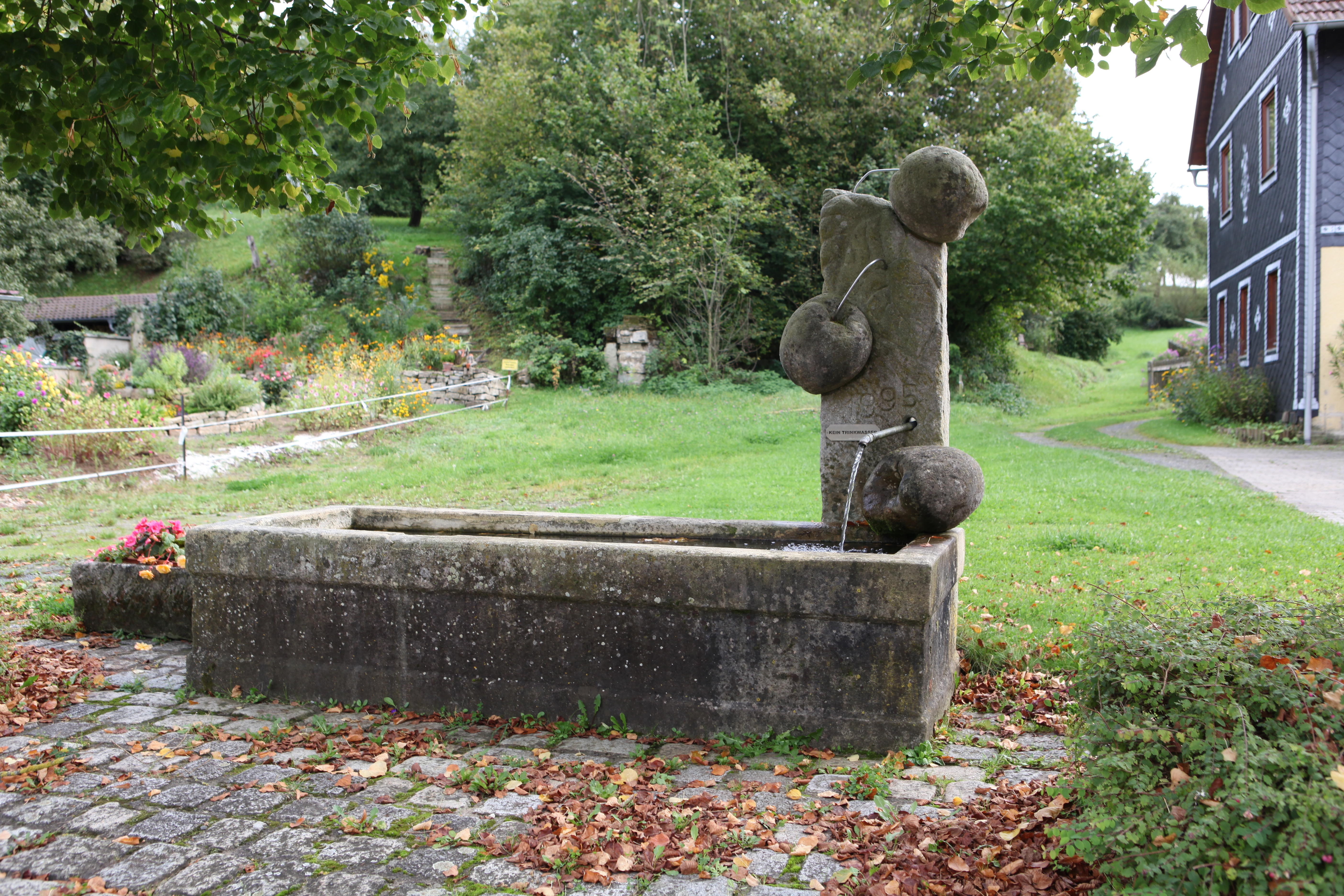
Dorfbrunnen

1950 hatte die Gemeinde eine Fläche von 422 Hektar. 196 Einwohner lebten in 27 Wohngebäuden.
Am 1. Januar 1975 wurde Oettingshausen ein Stadtteil der Stadt Rodach.

## Einwohnerentwicklung
| Jahr | Einwohnerzahl |
| ---- | ------------- |
| 1910 | 172           |
| 1933 | 153           |
| 1939 | 141           |
| 1970 | 126           |
| 2005 | 94            |

## Kirche

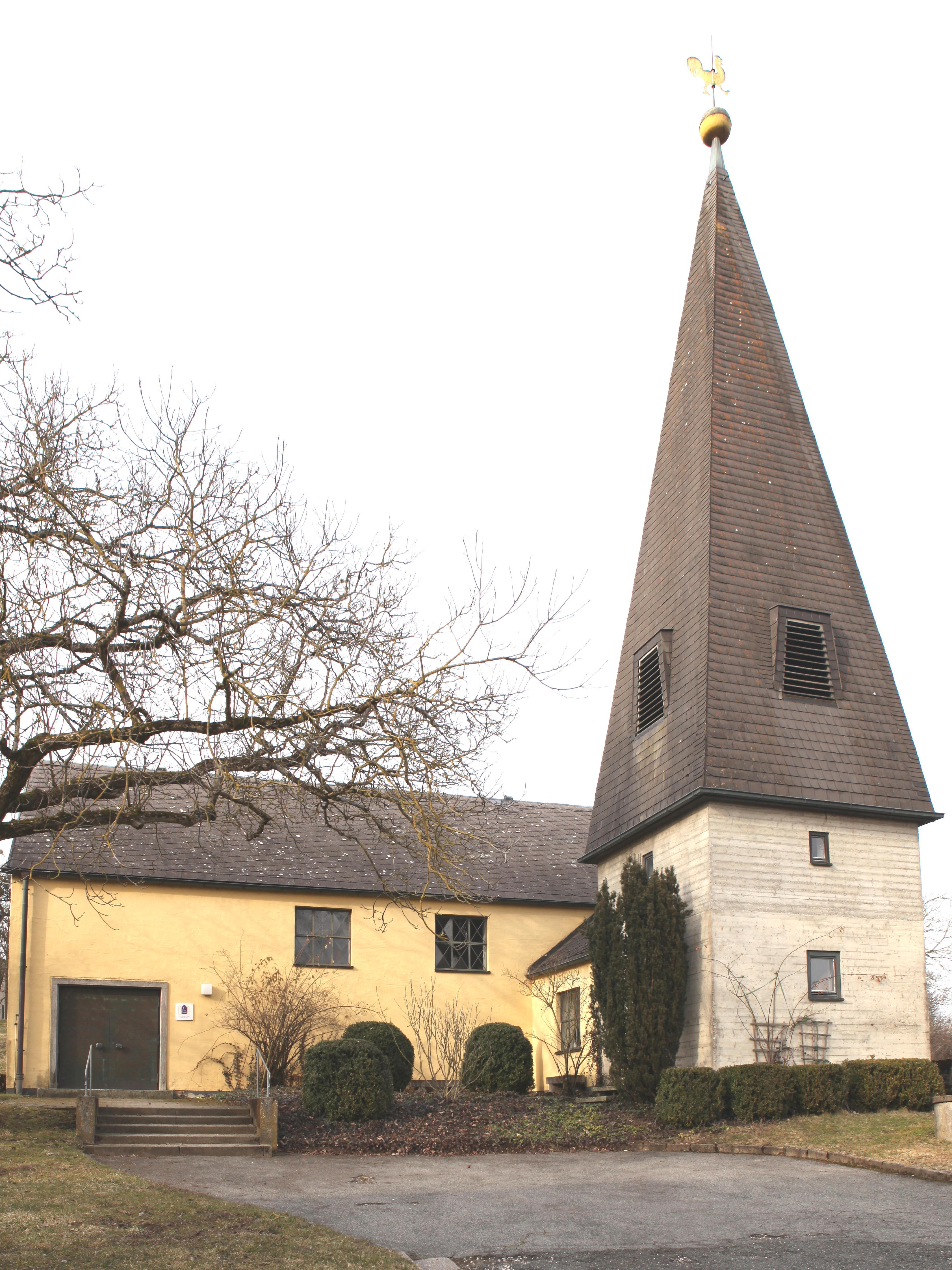
Evangelisch-lutherische Kirche

Die 1970 eingeweihte evangelisch-lutherische Kirche St. Kilian entstand nach Plänen des Architekten Herbert Fischer aus Schwürbitz als Ersatz für die teilweise mittelalterliche, baufällige Pfarrkirche, die zuletzt 1822 erneuert worden war.